# 公园大道270号
公園大道270號（270 Park Avenue），亦稱為摩根大通大廈（JPMorgan Chase Building），是一棟興建中的摩天大樓，位於美國紐約市曼哈頓中城。建築於2021年動工，預計2025年完工後高度將達到1,388英尺（423公尺），成為紐約市第六高樓，並與芝加哥川普國際酒店大廈並列為美國第七高建築物。公園大道270號由福斯特建築事務所設計，竣工後將取代麥迪遜大道383號成為摩根大通的新總部。

## 原建築
新大樓的現址原本是一棟215公尺高的建築，名為聯合碳化物大廈（Union Carbide Building）。該大樓建於1960年，是化學公司美國聯合碳化物的總部。2021年，該大樓被拆除以興建摩根大通銀行的新總部，即目前興建中的摩根大通大廈。